# Oxyrhynchus Papyrus 210
Oxyrhynchus Papyrus II. 210 (afk.: P.Oxy. II. 210) is een papyrusfragment van 17,3 x 8,5 cm groot met een onbekende evangelietekst dat in 1897 door de archeologen Bernard Pyne Grenfell en Arthur Surridge Hunt is gevonden tijdens de opgravingen in Oxyrhynchus (Egypte) waar sinds het einde van de negentiende eeuw grote hoeveelheden papyrus zijn gevonden. De tekst bevindt zich tegenwoordig in de Cambridge University Library, Cambridge (Engeland). In 1899 werd de tekst voor het eerst gepubliceerd.
P.Oxy. II. 210 is afkomstig uit de derde eeuw. 

## Inhoud
De tekstinhoud komt op de recto-zijde overeen met Mt. 7,17-19 nbg en Lc. 6,43-44 nbg. De verso-zijde lijkt een deel van de geboortegeschiedenis van Jezus te bevatten (vgl. Mat. 1,24 nbg) C.H. Roberts denkt dat het hier gaat om een stukje uit een homilie.

## Verwijzingen
1. ↑  http://www.archive.org/stream/oxyrhynchuspappt02grenuoft#page/n25/mode/2up The Oxyrhynchus papyri II, pp. 9-10
2. ↑  Bart D. Ehrman e.a.: The Other Gospels: Accounts of Jesus from Outside the New Testament, Oxford University Press 2014, p. 134